# ジャック・ドレイパー
ジャック・アレクサンダー・ドレイパー（Jack Alexander Draper, 2001年12月22日 - ）は、イングランドのロンドン出身の男子プロテニス選手。ATPランキング自己最高位はシングルス4位、ダブルス97位。これまでにATPツアーでシングルス3勝を挙げている。身長193cm、体重85kg。左利き、バックハンド・ストロークは両手打ち。

## 選手経歴

### ジュニア時代
2018年のウィンブルドン選手権ジュニアで決勝に進出し、曾俊欣に敗れ準優勝となった。ITFジュニアランキング最高位は7位。

### 2021年 マスターズ初出場、トップ250入り
2018年にプロデビューしたものの度重なる怪我に悩まされ、2021年のマイアミ・オープンにてATPツアー公式戦に初出場。1回戦でミハイル・ククシュキンと対戦したが、熱中症により途中棄権した。
6月、クイーンズ・クラブ選手権にワイルドカードで出場し、当時ATPランキング23位のヤニック・シナー、39位のアレクサンダー・ブブリクに勝利してベスト8に進出。準々決勝でキャメロン・ノリーに敗れた。これにより、ATPランキングでトップ250入りを果たす。当時19歳であり、イギリス人選手では2006年のアンディ・マリー以来、史上最年少であった。
ワイルドカードで初出場したウィンブルドン選手権では1回戦でノバク・ジョコビッチに敗れた。

### 2022年 対トップ10初勝利、トップ50入り
1月、チャレンジャーツアーのシッタ・ディ・フォルリで初優勝。
マイアミ・オープンでは1回戦でジル・シモンに勝利し、マスターズ初勝利を記録。ムチュア・マドリード・オープンでは1回戦で当時ATPランキング23位のロレンツォ・ソネゴに勝利した。この大会後にATPランキングで99位にランクインし、トップ100入りを果たした。
イーストボーン国際でATPツアー初となるベスト4に進出。準決勝でマクシム・クレシーに敗れた。ストレートインで出場したウィンブルドン選手権では1回戦でワイルドカードのジズー・ベルグスに勝利し、グランドスラム初勝利を記録した。
ナショナル・バンク・オープンでは1回戦でユーゴ・ガストンに勝利。2回戦で当時ATPランキング5位のステファノス・チチパスに勝利し、対トップ10初勝利を記録した。3回戦では相手のガエル・モンフィスの途中棄権により勝利し、マスターズで初のベスト8に進出した。準々決勝でパブロ・カレーニョ・ブスタに敗れた。
全米オープンでは第6シードで当時ATPランキング8位のフェリックス・オジェ＝アリアシムに勝利するなどして4回戦に進出。4回戦でカレン・ハチャノフと対戦したが、途中棄権により敗れた。10月24日に更新されたATPランキングで自己最高の45位にランクインした。
Next Gen ATPファイナルズにイギリス人選手として初出場。グループステージで第1シードのロレンツォ・ムゼッティに勝利してベスト4に進出した。準決勝ではブランドン・ナカシマに敗れた。

### 2023年 ATPツアー決勝進出、負傷離脱
全豪オープンに初出場し、1回戦で当時ATPランキング2位、前年優勝のラファエル・ナダルに敗れた。
全豪オープンで足の痙攣に苦しみ離脱。3月のBNPパリバ・オープンで復帰し、第24シードで当時ATPランキング29位のダニエル・エバンス、元ATPランキング1位のアンディ・マリーに勝利するなどして4回戦に進出。4回戦では第1シードで当時ATPランキング2位のカルロス・アルカラスと対戦したが、腹筋を痛めて途中棄権し敗れた。この怪我によりマイアミ・オープンを欠場した。
全仏オープンに初出場したが、トマス・マルティン・エチェベリーとの1回戦で肩を痛めて途中棄権し敗れた。この怪我により、グラスコートシーズンを欠場した。
全米オープンで復帰し、1回戦でラドゥ・アルボット、2回戦で第17シードのフベルト・フルカチュ、3回戦でマイケル・モーに勝利して4回戦に進出。4回戦ではアンドレイ・ルブレフに敗れた。
ソフィア・オープンにてATPツアー初の決勝に進出したが、アドリアン・マナリノに敗れ準優勝となった。

### 2024年 ATPツアー2勝、全米ベスト4、オリンピック初出場
メキシコ・オープンでは1回戦で第6シードのトミー・ポール、2回戦でラッキールーザーの西岡良仁、準々決勝でミオミル・ケツマノビッチに勝利してベスト4に進出。アレックス・デミノーとの準決勝を途中棄権し敗れた。これにより、2024年3月4日に更新されたATPランキングで自己最高の37位にランクインした。
シュトゥットガルト・オープンでは1回戦でマルコス・ギロン、準々決勝で第4シードで前年優勝のフランシス・ティアフォー、準決勝でブランドン・ナカシマに勝利して決勝に進出。決勝ではマッテオ・ベレッティーニに勝利し、ATPツアー初優勝を果たした。これにより、6月24日に更新されたATPランキングで自己最高かつイギリス人選手1位となる31位にランクインした。翌週開催されたクイーンズ・クラブ選手権では2回戦で当時ATPランキング2位のカルロス・アルカラスに勝利してベスト8に進出。準々決勝でトミー・ポールに敗れた。ウィンブルドン選手権では1回戦でエリアス・イマーに勝利。2回戦でキャメロン・ノリーに敗れた。
7月14日、9月に開催されるデビスカップのイギリス代表に初選出された。パリオリンピックでは1回戦で錦織圭に勝利。2回戦で第7シードのテイラー・フリッツに敗れた。シンシナティ・オープンでは第9シードのステファノス・チチパスに勝利するなどして4回戦に進出。4回戦ではホルガ・ルーネに敗れた。
全米オープンでは1回戦で張之臻と対戦し、相手の途中棄権により勝利。2回戦でファクンド・ディアス・アコスタ、3回戦でボーティック・ファン・デ・ザンスフルプ、4回戦でトマーシュ・マハーチにいずれもストレート勝ちした。準々決勝では第10シードのアレックス・デミノーにストレート勝ちし、イギリス人選手では2012年のアンディ・マリー以来となるベスト4に進出した。準決勝では当時ATPランキング1位のヤニック・シナーに敗れた。ジャパン・オープンでもベスト8に進出したが、ウーゴ・アンベールとの準々決勝で途中棄権し敗れた。
3週間後のエルステ・バンク・オープンで復帰し、1回戦で錦織圭、2回戦でルチアーノ・ダルデリ、準々決勝でトマーシュ・マハーチ、準決勝で第6シードのロレンツォ・ムゼッティに勝利して決勝に進出。決勝ではカレン・ハチャノフにストレート勝ちし、ATPツアー500初優勝を果たした。これにより、10月28日に更新されたATPランキングでトップ15入りを果たした。翌週のパリ・マスターズでは1回戦でイジー・レヘチカ、2回戦で第5シードのテイラー・フリッツに勝利。3回戦で第9シードのアレックス・デミノーに敗れた。

### 2025年 マスターズ初優勝、トップ5入り
全豪オープンでは自己最高となる4回戦に進出したが、カルロス・アルカラスとの4回戦で途中棄権し敗れた。カタール・オープンで決勝に進出したが、アンドレイ・ルブレフに敗れ準優勝となった。
BNPパリバ・オープンでは4回戦で当時ATPランキング4位のテイラー・フリッツ、準決勝で同3位カルロス・アルカラスに勝利し、決勝に進出。決勝ではホルガ・ルーネに勝利し、マスターズ初優勝を果たした。これにより、2025年3月17日に更新されたATPランキングで自己最高の7位にランクインした。
ムチュア・マドリード・オープンではクレーコートの大会で初のベスト4に進出。これにより5月5日に更新されたATPランキングで5位にランクインし、イギリス人選手史上4人目となるトップ5入りを果たした。準決勝も勝利して決勝に進出したが、キャスパー・ルードに敗れ準優勝となった。イタリア国際では4回戦に進出し、ATPツアー公式戦通算100勝を記録した。
ウィンブルドン選手権では1回戦でセバスティアン・バエスと対戦し、相手の途中棄権により勝利。2回戦でマリン・チリッチに敗れた。

## プレースタイル
攻撃的なオールラウンダーで、強力なサーブが特徴。テニスでは左利きだが実生活では右利きであるため、バックハンドは実質的にもう一つのフォアハンドとして機能する。スライスサーブとフラットサーブを巧みに使い分け、相手のリターンを許さない。フォアハンドのトップスピン、スピード、安定性においてラファエル・ナダルと比較されている。

## 人物
2023年にナイキ、ダンロップ、ボーダフォンとスポンサー契約を結んだ。
兄のベン・ドレイパーが代理人を務めている。
マンチェスター・ユナイテッドFCのファンで、ラップやグライムを好んで聴いている。
同じテニス選手のポール・ジャブと同居している。また、キャメロン・ノリーは定期的な練習相手である。

## 成績
略語の説明
| W | F | SF | QF | #R | RR | Q# | LQ | A | Z# | PO | G | S | B | NMS | P | NH |

W=優勝, F=準優勝, SF=ベスト4, QF=ベスト8, #R=#回戦敗退, RR=ラウンドロビン敗退, Q#=予選#回戦敗退, LQ=予選敗退, A=大会不参加, Z#=デビスカップ/BJKカップ地域ゾーン, PO=デビスカップ/BJKカッププレーオフ, G=オリンピック金メダル, S=オリンピック銀メダル, B=オリンピック銅メダル, NMS=マスターズシリーズから降格, P=開催延期, NH=開催なし.

### シングルス

#### グランドスラム大会
| 大会           | 2018 | 2019 | 2020 | 2021 | 2022 | 2023 | 2024 | 2025 | 通算成績 |
| -------------- | ---- | ---- | ---- | ---- | ---- | ---- | ---- | ---- | -------- |
| 全豪オープン   | A    | A    | A    | A    | A    | 1R   | 2R   | 4R   | 4–3      |
| 全仏オープン   | A    | A    | A    | A    | A    | 1R   | 1R   | 4R   | 3–3      |
| ウィンブルドン | Q1   | Q1   | NH   | 1R   | 2R   | A    | 2R   | 2R   | 3–4      |
| 全米オープン   | A    | A    | A    | A    | 3R   | 4R   | SF   |      | 10–3     |

#### 大会最高成績
| 大会                 | 成績 | 年               |
| -------------------- | ---- | ---------------- |
| ATPファイナルズ      | A    | 出場なし         |
| インディアンウェルズ | W    | 2025             |
| マイアミ             | 2R   | 2022, 2024, 2025 |
| モンテカルロ         | 3R   | 2025             |
| マドリード           | F    | 2025             |
| ローマ               | QF   | 2025             |
| カナダ               | QF   | 2022             |
| シンシナティ         | QF   | 2024             |
| 上海                 | A    | 出場なし         |
| パリ                 | 3R   | 2024             |
| オリンピック         | 2R   | 2024             |

## ATPツアー決勝進出結果

### シングルス：7回（3勝4敗）
| 大会グレード                    |
| グランドスラム (0–0)            |
| ATPファイナルズ (0–0)           |
| ATPツアー・マスターズ1000 (1–1) |
| オリンピック (0–0)              |
| ATPツアー500 (1–1)              |
| ATPツアー250 (1–2)              |

| サーフェス別タイトル |
| ハード (2–3)         |
| クレー (0–1)         |
| 芝 (1–0)             |

| 結果   | No. | 決勝日         | 大会                 | サーフェス    | 対戦相手                 | スコア             |
| ------ | --- | -------------- | -------------------- | ------------- | ------------------------ | ------------------ |
| 準優勝 | 1.  | 2023年11月11日 | ソフィア             | ハード (室内) | アドリアン・マナリノ     | 6-7(6-8), 6-2, 3-6 |
| 準優勝 | 2.  | 2024年1月13日  | アデレード           | ハード        | イジー・レヘチカ         | 6-4, 4-6, 3-6      |
| 優勝   | 1.  | 2024年6月16日  | シュトゥットガルト   | 芝            | マッテオ・ベレッティーニ | 3-6, 7-6(7-5), 6-4 |
| 優勝   | 2.  | 2024年10月27日 | ウィーン             | ハード (室内) | カレン・ハチャノフ       | 6-4, 7-5           |
| 準優勝 | 3.  | 2025年2月23日  | ドーハ               | ハード        | アンドレイ・ルブレフ     | 5-7, 7-5, 1-6      |
| 優勝   | 3.  | 2025年3月17日  | インディアンウェルズ | ハード        | ホルガ・ルーネ           | 6-2, 6-2           |
| 準優勝 | 4.  | 2025年5月5日   | マドリード           | クレー        | キャスパー・ルード       | 5-7, 6-3, 4-6      |

## 対トップ10勝利
| 年   | 2022 | 2023 | 2024 | 2025 | 合計 |
| ---- | ---- | ---- | ---- | ---- | ---- |
| 勝利 | 2    | 0    | 4    | 2    | 8    |

| No.  | 対戦相手                         | ランキング | 大会                 | サーフェス    | ラウンド | スコア             | ランキング |
| ---- | -------------------------------- | ---------- | -------------------- | ------------- | -------- | ------------------ | ---------- |
| 2022 |                                  |            |                      |               |          |                    |            |
| 1.   | ステファノス・チチパス           | 5          | カナダ               | ハード        | 2R       | 7-5, 7-6(7-4)      | 82         |
| 2.   | フェリックス・オジェ＝アリアシム | 8          | 全米                 | ハード        | 2R       | 6-4, 6-4, 6-4      | 53         |
| 2024 |                                  |            |                      |               |          |                    |            |
| 3.   | カルロス・アルカラス             | 2          | クイーンズ・クラブ   | 芝            | 2R       | 7-6(7-3), 6-3      | 31         |
| 4.   | アレックス・デミノー             | 10         | 全米                 | ハード        | QF       | 6-3, 7-5, 6-2      | 25         |
| 5.   | フベルト・フルカチュ             | 8          | 東京                 | ハード        | 2R       | 6-4, 6-4           | 20         |
| 6.   | テイラー・フリッツ               | 6          | パリ                 | ハード (室内) | 2R       | 7-6(8-6), 4-6, 6-4 | 15         |
| 2025 |                                  |            |                      |               |          |                    |            |
| 7.   | テイラー・フリッツ               | 4          | インディアンウェルズ | ハード        | 4R       | 7-5, 6-4           | 14         |
| 8.   | カルロス・アルカラス             | 3          | インディアンウェルズ | ハード        | SF       | 6-1, 0-6, 6-4      | 14         |